# Ana Carrascosa
Ana Carrascosa Zaragoza (Valencia, 6 de mayo de 1980) es una deportista española que compitió en judo. Ganó dos medallas en el Campeonato Mundial de Judo entre los años 2009 y 2011, y cuatro medallas en el Campeonato Europeo de Judo entre los años 2002 y 2011.
Participó en dos Juegos Olímpicos de Verano en los años 2008 y 2012, su mejor actuación fue un séptimo puesto logrado en Pekín 2008 en la categoría de –52 kg.
En 2009 fue candidata al Premio al Mejor Deportista 2008, entregado en la II Edición de los Premios Nostresport.

## Palmarés internacional
| Campeonato Mundial | Campeonato Mundial      | Campeonato Mundial | Campeonato Mundial |
| Año                | Lugar                   | Medalla            | Categoría          |
| ------------------ | ----------------------- | ------------------ | ------------------ |
| 2009               | Róterdam (Países Bajos) | Medalla de bronce  | –52 kg             |
| 2011               | París (Francia)         | Medalla de bronce  | –52 kg             |
| Campeonato Europeo |                         |                    |                    |
| Año                | Lugar                   | Medalla            | Categoría          |
| 2002               | Maribor (Eslovenia)     | Medalla de plata   | –52 kg             |
| 2008               | Lisboa (Portugal)       | Medalla de oro     | –52 kg             |
| 2009               | Tiflis (Georgia)        | Medalla de plata   | –52 kg             |
| 2011               | Estambul (Turquía)      | Medalla de bronce  | –52 kg             |